# Серра-ду-Тейшейра (микрорегион)

Серра-ду-Тейшейра на карте.

Серра-ду-Тейшейра (порт. Microrregião da Serra do Teixeira) — микрорегион в Бразилии, входит в штат Параиба. Составная часть мезорегиона Сертан штата Параиба. Население составляет 115 888 человек (на 2010 год). Площадь — 2623,286 км². Плотность населения — 44,18 чел./км².

## Демография
Согласно сведениям, собранным в ходе переписи 2010 г. Национальным институтом географии и статистики (IBGE), население микрорегиона составляет:
| Полное население                             | Полное население                             | Полное население                             | Полное население                             | 115 888 |
| -------------------------------------------- | -------------------------------------------- | -------------------------------------------- | -------------------------------------------- | ------- |
| в том числе:                                 | Городское население                          | 61 367                                       | Процент городского населения, %              | 52,95   |
|                                              | Сельское население                           | 54 521                                       | Процент сельского населения, %               | 47,05   |
|                                              | Мужское население                            | 57 355                                       | Процент мужского населения, %                | 49,49   |
|                                              | Женское население                            | 58 533                                       | Процент женского населения, %                | 50,51   |
| Плотность населения, чел/км²                 | Плотность населения, чел/км²                 | Плотность населения, чел/км²                 | Плотность населения, чел/км²                 | 44,18   |
| Население микрорегиона в % к населению штата | Население микрорегиона в % к населению штата | Население микрорегиона в % к населению штата | Население микрорегиона в % к населению штата | 3,08    |

## Статистика
- Валовой внутренний продукт на 2003 год составляет 234 335 946,00 реалов[источник?].
- Валовой внутренний продукт на душу населения на 2003 год составляет 2154,39 реалов[источник?].
- Индекс развития человеческого потенциала на 2000 год составляет 0,578[источник?].

## Состав микрорегиона
В составе микрорегиона включены следующие муниципалитеты:
1. Касимбас
2. Дестерру
3. Имакулада
4. Журу
5. Манаира
6. Матурея
7. Принсеза-Изабел
8. Сан-Жозе-ди-Принсеза
9. Таварис
10. Тейшейра
11. Агуа-Бранка